# Jiří Svoboda (pedagog)
Jiří Svoboda (23. prosince 1897 Třebíč – 22. května 1970 Brno) byl český hudební skladatel a pedagog. Byl vnukem Adolfa Kubeše.

## Život
V letech 1908 – 1915 studoval na gymnáziu v Třebíči, již v dětství se učil hrát na housle a klavír. Byl povolán na vojnu do Vídně a toho využil ke studiu skladby u Josefa Bohuslava Foerstera. Po válce vystudoval abiturientský kurz na Obchodní akademii v Brně a kromě toho dále pokračoval ve studiu skladby u Karla Boleslava Jiráka. V roce 1919 vstoupil na Filozofickou fakultu Univerzity Karlovy v Praze a studoval hudební vědu u Zdeňka Nejedlého a estetiku o Otakara Zicha. Dál pokračoval i v kompozici u Josefa Bohuslava Foerstera. Studoval i hru na klavír u Václava Štěpána.
Stal se korepetitorem opery Národního divadla v Brně. V letech 1926–1928 se živil jako kavárenský klavírista v Jičíně, ale dále se zdokonaloval ve hře na klavír. Vykonal státní zkoušky ze sborového zpěvu, klavíru, houslí a varhan a navštěvoval i kompoziční oddělení mikrotonální hudby u Aloise Háby.
Učil na středních školách a učitelských ústavech v Praze, v Modre na Slovensku, ve Valašském Meziříčí a v Brně. V roce 1946 se stal lektorem na Pedagogické fakultě tehdejší University Jana Evangelisty Purkyně v Brně. V roce 1954 byl na této škole jmenován docentem.

## Dílo (výběr)

### Klavírní skladby
- Suita op. 17 (1937)
- Březnová sonáta op. 19 (1939)
- 3 lyrické skladby op. 20 (1939)
- Preludia 1941 op. 22
- Bagately op. 42
- 9 etud ve stylu fugy op. 44 a op. 98

### Komorní skladby
- Hábovská suita pro housle, violu a violoncello op. 11 (1933)
- Impromptu pro violoncello a klavír op. 24 (1942)
- Divertimento semplice op. 23 pro dechový kvintet (1942)
- Capriccio pro housle a klavír op. 28 (1946)

### Orchestrální skladby
- Depeše na kolečkách (scénická hudba k vaudevillu Vítězslava Nezvala pro Osvobozené divadlo, 1928)
- Poklad (symfonická báseň op. 25 (symfonická báseň, 1944)
- Vyzvání na cestu op. 34 (kantáta na text Vítězslava Nezvala, 1951)
- 1. symfonie op. 36 (1952)

Dále zkomponoval řadu písní, písňových cyklů a sborů.

### Literární práce
- Písňová tvorba J. B. Foerstera (1943)
- Vývoj české a slovenské hudby od nejstarších dob po dovršení národního obrození dílem B. Smetany. (1957)
- Učebnice dirigování a sborového umění pro pěvecké soubory (1956)
- Portréty hudebních skladatelů (Bach, Haydn, Mozart – Verdi), učební pomůcka pro školy 1.–3. stupně (1956)